# Muhammad Bahr al-Ulum
Muhammad Bahr al-Ulum, ar. محمد بحر العلوم (ur. 17 grudnia 1927 w An-Nadżaf, zm. 7 kwietnia 2015 tamże) – iracki ajatollah, polityk i fiozof, premier Iraku jako Szef Rady Zarządzającej od 13 lipca do 1 sierpnia 2003 (jako pełniący obowiązki) i od 1 do 31 marca 2004.

## Życiorys
Ukończył studia teologiczne w An-Nadżafie, w 1979 został doktorem filozofii islamskiej na Uniwersytecie w Kairze. Był ajatollahem, uczniem ajatollaha Muhsin al-Hakima. Opublikował prace poświęcone prawu, historii i polityce. Przez wiele lat działał także jako przeciwniki rządów Saddama Husajna, m.in. w 1988 opublikował broszurę o nadużyciach podczas jego rządów. Od 1969 przebywał na emigracji, przed 1992 przeprowadził się do Londynu, gdzie został liderem lokalnej społeczności szyickiej i szefem AhlulBayt Centre. W 1992 został wybrany do władz partii Iracki Kongres Narodowy razem z Masudem Barzanim i Falahem Hassanem al-Naqibem, z której to funkcji zrezygnował w 1995. Do 2003 pozostawał na emigracji. W 2003 został przez wojska koalicji wyznaczony do Rady Zarządzającej Iraku i jako pierwszy objął w niej rotacyjne przewodnictwo na niepełny okres (od 13 lipca do 1 sierpnia 2003). Zrezygnował z członkostwa w niej po śmierci w zamachu Muhammada Bakira al-Hakima i obaw co do utrzymania porządku w kraju. Wkrótce jednak powrócił do rady i przewodniczył jej od 1 do 31 marca 2004. Zmarł z przyczyn naturalnych w 2015.
Jego synem jest Ibrahim Muhammad Bahr al-Ulum, minister paliw w latach 2003–2004 i w 2005.